# Furkan Ölçer
Furkan Ölçer (* 28. September 1956 in Istanbul) ist ein ehemaliger türkischer Fußballspieler.

## Karriere
Ölçer begann seine Karriere in der Saison 1974/75 bei Galatasaray Istanbul. Sein erstes Pflichtspiel absolvierte der Abwehrspieler im türkischen Pokal am 8. Januar 1975 gegen Sakaryaspor. Sein Ligadebüt folgte am 5. September 1976 gegen Boluspor.
Zur Saison 1977/78 wechselte Ölçer zum Zweitligisten Vefa Istanbul. Seine Karriere beendete Ölçer nach der Saison 1980/81 bei Galatasaray.

## Weblink
- Spielerprofil auf mackolik.com